# 죽순대
죽순대(竹筍－, 학명 : Phyllostachys edulis)는 벼과 왕대속에 속하는 여러해살이 식물로. 대나무 중 가장 큰 종류이며 원산지는 중국과 대만이다. 중국에서는 모죽(毛竹) 또는 맹종죽(孟宗竹)이라고 불린다. 일본에서는 홋카이도에서 가고시마현에 이르기까지 널리 분포하며 다른 지역에서도 귀화하여 자란다. 학명의 edulis(발음: 에둘리스)는 라틴어로 순을 먹을 수 있다는 것에서 유래하였다. 높이가 28미터까지 자라는 이 대나무는 중국과 다른 나라들에서 레이온 생산을 위한 대나무 섬유 산업에서 가장 흔하게 사용된다. 죽순대는 그 밖의 명칭으로 귀갑죽 또는 죽신대라고도 한다. 한편 맹종죽이라는 이름은 중국 삼국시대에 효자 맹종(孟宗)이 눈 속에서 죽순을 얻어 어머니에게 드린 고사에서 연유하였다고 한다.

## 특징
높이는 10-20m 정도이며 죽순을 채취하기 위해 널리 재배한다. 줄기는 녹색에서 황록색으로 변하며, 어린가지에 털이 있다. 마디의 고리는 1개씩이고, 죽순은 5월에 나오며 꽃턱잎은 적갈색이고 흑갈색의 반점이 있으며 털이 밀생한다. 잎은 작은가지 끝에서 3-8(보통 5-6)개씩 달리고, 길이 7-10cm, 나비 10-12mm의 바소꼴이며, 가장자리에 잔톱니가 있으나 곧 없어진다. 꽃은 7-10월에 피며 원뿔꽃차례로 달리는데, 작은이삭에 1개의 양성화와 2개의 단성화가 들어 있다. 열매는 영과이며 11월에 성숙한다.

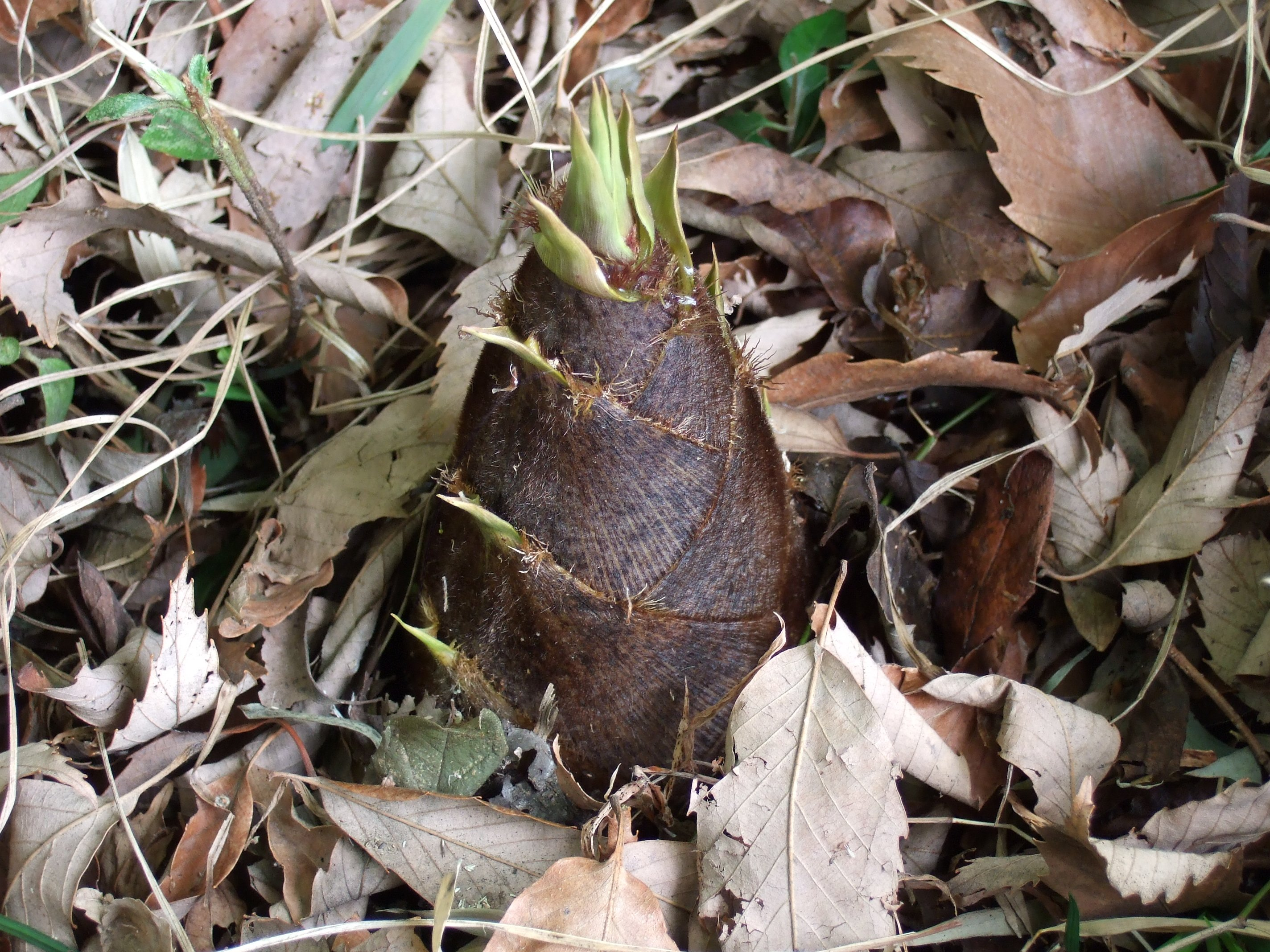
죽순대의 죽순